# بشیرلر
بشیرلر (به لاتین: Bəşirlər) یک منطقهٔ مسکونی در جمهوری آذربایجان است که در شهرستان آغ‌دام واقع شده‌است.